# T-Pistonz
T-Pistonz（ティーピストンズ）は、日本の4人組パフォーマンス音楽ユニット。タイトプロ所属。
所属レーベルはTight Pro Zone。略称は「Tピス」、「ピスケ」又は「TPK」（ティーピーケー）。作詞・作曲時の名義「TPK」はユニット名の略ではなくトン兄+ピロシ+KMCの略。公式ファンクラブは「17 Song Club」（イナソンクラブ）。

## 来歴
2008年8月、4人組パンクロックバンドの豚骨ピストンズを中心に、パフォーマンスユニットT-Pistonzが結成された。
振り付けをイン・チキータとして同バンドメンバーとして参加しているラッキィ池田が手掛ける。
2009年6月発売のシングル「マジで感謝!」からラッパー・KMCが加わり、T-Pistonz+KMC名義での活動をスタート。
2010年3月発売の5thシングル「勝って泣こうゼッ!」は、オリコンウィークリーチャート最高4位を記録した。
当バンドはニンテンドーDSソフト『イナズマイレブン』および同アニメ主題歌を専属的に行う目的で結成することになったという経緯がある。そのため、これまでに発表したシングルはすべて、同名アニメのテーマソングに起用されている。
2011年4月、同アニメの放送は終了したが、同年5月4日より開始された『イナズマイレブンGO』においても引き続きオープニングテーマソングを担当している。
2014年9月16日、同年11月末日をもってグループとしての活動を休止することを発表した。
2014年11月30日、活動休止。前身である2004年に結成した「THE SEXY PISTONS」→「豚骨ピストンズ」から換算して10年の活動に一旦幕を降ろす。なおメンバーのトン・ニーノは2018年4月からイナズマイレブンの新シリーズ『イナズマイレブン アレスの天秤』の開始に伴い、岡本幸太とコンビを組み『pugcat's』を結成した。
2021年に「ザ・パワーオブピストンズ」として活動再開、そしてGt.六三亭えいじの休止により名義を「豚カツピストンズ」に改名。また同年12月19日、『T-Pistonz+pugcat's』として生配信ライブが開催された。
2023年、新メンバーにpugcat'sでトン・ニーノと共に活動した岡本幸太が“コータ”としてT-Pistonzに加入し活動再開。2025年発売予定のゲームソフト『イナズマイレブン 英雄たちのヴィクトリーロード』にて2008年ぶりに「T-Pistonz」名義で主題歌「笑顔がゴール!」を発表。同年11月にはダンサーのアー・ダッチンが加入し、以降、定期的にライブ活動や新曲のリリースを行なっている。

## メンバー
- トン・ニーノ（1979年3月2日 - ）、リードボーカル。ヒロシ・ドットの兄。作詞・作曲時の名義は山崎徹。
- イン・チキータ（1959年10月25日 - ）、ダンサー。
- コータ（1987年12月4日 - ）、サイドボーカル。[5]2023年9月18日に加入。
- アー・ダッチン、ダンサー。2023年11月19日に加入。

### 元メンバー
- KMC（ケムシ、1981年6月11日 - ）、ラッパー。
- ヒロシ・ドット（1981年5月17日 - ）、サイドボーカル。トン・ニーノの弟。作詞・作曲時の名義は山崎弘。
- エビリーナ（1988年3月16日 - ）、ダンサー。
- 周舞々（しゅうまいまい、1983年10月30日 - ）、ダンサー。
- ブラザー・エイ・キング（1982年1月18日 - ）、ギター[6]。
- ブラザー・ヒデ・キング（1月16日 - ）、ギター。2010年7月14日に脱退。
- ドン・リンゴ、ドラム。

2009年6月「マジで感謝!」発売イベント時、周舞々の代役として上遠野紗織が「カトリーナ」名義で参加した。

## ディスコグラフィー

### シングル
T-Pistonz名義
| 枚  | 発売日         | タイトル                         | 規格品番   | 備考 |
| --- | -------------- | -------------------------------- | ---------- | ---- |
| 1st | 2008年8月27日  | リーヨ〜青春のイナズマイレブン〜 | HKCN-50065 |      |
| 2nd | 2008年11月26日 | 立ち上がリーヨ                   | PKCF-1001  |      |

T-Pistonz+KMC名義
| 枚   | 発売日         | タイトル                                             | 規格品番                                                                      | 備考 |
| ---- | -------------- | ---------------------------------------------------- | ----------------------------------------------------------------------------- | ---- |
| 3rd  | 2009年6月10日  | マジで感謝!                                          | PKCF-1010                                                                     |      |
| 4th  | 2009年11月4日  | つながリーヨ                                         | PKCF-1014/5（初回限定盤） PKCF-1016（通常盤）                                 |      |
| 5th  | 2010年3月10日  | 勝って泣こうゼッ!                                    | PKCF-1019/20（初回限定盤） PKCF-1021（通常盤）                                |      |
|      | 2010年5月26日  | 勝って泣こうゼッ!/バモ!ニッポン                      | PKCF-1024                                                                     |      |
| 6th  | 2010年7月14日  | GOODキター!/元気になリーヨ!                          | PKCF-1025/6（初回限定盤） PKCF-1027（通常盤）                                 |      |
| 7th  | 2011年2月23日  | 僕らのゴォール!                                      | PKCF-1037/8（初回限定盤A） PKCF-1039/40（初回限定盤B） PKCF-1041（通常盤）    |      |
| 8th  | 2011年7月6日   | 天までとどけっ!/みんなあつまリーヨ!                  | PKCF-1053/4（初回限定盤） PKCF-1055（通常盤）                                 |      |
| 9th  | 2011年10月26日 | 成せば成るのさ 七色卵                                | PKCF-1057/8（初回限定盤） PKCF-1059（通常盤）                                 |      |
| 10th | 2012年2月15日  | おはよう!シャイニング・デイ/打ち砕ーくっ!            | PKCF-1069/70（初回限定盤A） PKCF-1071/72（初回限定盤B） PKCF-1073（通常盤）   |      |
| 11th | 2012年6月20日  | 情熱で胸アツ!                                        | PKCF-1077（初回限定盤） PKCF-1078（通常盤）                                   |      |
| 12th | 2012年7月4日   | 感動共有!                                            | PKCF-1082（初回限定盤） PKCF-1083（通常盤）                                   |      |
| 13th | 2012年7月18日  | ココロ転がせっ!                                      | PKCF-1084/5                                                                   |      |
| 14th | 2012年10月31日 | 初心をKEEP ON!                                       | AVCD-55003（数量限定生産盤） AVCD-55004（CD＋DVD盤） AVCD-55005（通常盤）     |      |
| 15th | 2013年2月13日  | ライメイ!ブルートレイン/ネップウ!ファイヤーバード2号 | AVCD-55019（数量限定生産盤） AVCD-55020 - B（CD＋DVD盤） AVCD-55021（通常盤） |      |
| 16th | 2013年6月19日  | ガチで勝とうゼッ!                                    | AVCD-55034（CD＋DVD盤） AVCD-55035（通常盤）                                  |      |
| 17th | 2013年10月30日 | 地球を回せっ!                                        | AVCD-55047（CD＋DVD盤） AVCD-55048（通常盤）                                  |      |
| 18th | 2014年2月26日  | スパノバ!/BIGBANG!                                   | AVCD-55058（CD＋DVD盤） AVCD-55059（通常盤）                                  |      |
| 19th | 2014年5月28日  | 王者の魂                                             | AVCD-55072（CD＋DVD盤） AVCD-55073（通常盤）                                  |      |

### アルバム
| 枚  | 発売日         | タイトル                           | 規格品番                                      | 備考 |
| --- | -------------- | ---------------------------------- | --------------------------------------------- | ---- |
| 1st | 2010年12月22日 | がんばリーヨ!                      | PKCF-1033                                     |      |
| 2nd | 2011年11月30日 | ゴリラビートはラッキィ7            | PKCF-1063                                     |      |
| 3rd | 2012年9月26日  | 発覚!?ティリティリ7                | PKCF-1086/7（初回限定盤） PKCF-1088（通常盤） |      |
| 4th | 2013年11月27日 | オドランカランドのメリーゴーランド | AVCD-55053（CD＋DVD盤） AVCD-55054（通常盤）  |      |

| 枚  | 発売日        | タイトル                                         | 規格品番                                     | 備考 |
| --- | ------------- | ------------------------------------------------ | -------------------------------------------- | ---- |
| 1st | 2012年2月22日 | T-Pistonz+KMC ストーリーヨ! 〜はじめてのべすと〜 | PKCF-1074                                    |      |
| 2nd | 2014年3月19日 | TPK ベスト ゴォーーーッ!                         | AVCD-55068（CD＋DVD盤） AVCD-55069（通常盤） |      |

### 映像作品
| 枚  | 発売日        | タイトル                                     | 規格品番    | 備考         |
| --- | ------------- | -------------------------------------------- | ----------- | ------------ |
| 1st | 2012年9月26日 | T-Pistonz+KMC LIVE TPKing Vol.1              | UFBW1189    |              |
| 2nd | 2025年8月20日 | 17Song 2ndシーズン『観せます!ヒストリーヨ!』 | EPXF-1001/2 | 10曲入りCD付 |

### 配信限定
| 枚  | 発売日         | タイトル                              | 配信媒体                                                                                                  | 備考 |
| --- | -------------- | ------------------------------------- | --- | ---- |
| 1st | 2023年10月11日 | 笑顔がゴール！ Short Size             | Apple Music、Spotify、Amazon music、YouTube Music、LINE MUSIC、AWA、KKBOX、iTunes Store、レコチョク、mora |      |
| 2nd | 2023年12月24日 | 世界に刻め！イナズママーク Short Size | Apple Music、Spotify、Amazon music、YouTube Music、LINE MUSIC、AWA、iTunes Store、レコチョク、mora        |      |
| 3rd | 2024年10月1日  | ガンガンガガン！ Short Size           | Apple Music、Spotify、Amazon music、YouTube Music、LINE MUSIC、AWA、iTunes Store、レコチョク、mora        |      |
| 4th | 2024年10月1日  | 勇者の魂 Short Size                   | Apple Music、Spotify、Amazon music、YouTube Music、LINE MUSIC、AWA、iTunes Store、レコチョク、mora        |      |
| 5th | 2025年2月13日  | ガンガンガガン！                      | Apple Music、Spotify、Amazon music、YouTube Music、LINE MUSIC、AWA、iTunes Store、レコチョク、mora        |      |
| 6th | 2025年2月13日  | 勇者の魂                              | Apple Music、Spotify、Amazon music、YouTube Music、LINE MUSIC、AWA、iTunes Store、レコチョク、mora        |      |

### サウンドトラック
1. イナズマイレブン オリジナルサウンドトラック（2008年10月29日）
  - ディスク：2
    - 1. リーヨ〜青春のイナズマイレブン〜
2. イナズマイレブン テレビアニメ 熱血サントラ!第1巻（2009年9月23日）
  - CD
    - 1. マジで感謝!
    - 2. 立ち上がリーヨ

  - DVD
    - 1. マジで感謝!（アニメオープニングver.）
    - 3. 立ち上がリーヨ（アニメオープニングver.）
    - 14. マジで感謝!CM
    - 15. 立ち上がリーヨ CM
3. イナズマイレブン テレビアニメ 熱血サントラ!第2巻 （2010年5月26日）
  - CD
    - 1. つながリーヨ
    - 3. スゲーッマジで感謝!〜スーパーファイア〜

  - DVD
    - 1. 勝って泣こうゼッ!（アニメオープニングVer.）
    - 3. つながリーヨ（アニメオープニングVer.）
    - 14. 勝って泣こうゼッ!CM
    - 16. つながリーヨCM
    - 18. 勝って泣こうゼッ!（フットボールフロンティア決勝大会Ver.）
4. 劇場版イナズマイレブン 最強軍団オーガ襲来オリジナルサウンドトラック（2010年12月22日）
  - 1. スーパー立ち上がリーヨ!（Movie Ver.）
  - 2. 元気になリーヨ!
  - 45. 最強で最高（Movie Ver.)
  - 46. 気合でハリケーン（ジ・オーガOPテーマVer.）
5. イナズマイレブン ソングコレクション 〜超次元テーマソング集! 1（2011年3月23日）
6. イナズマイレブン ソングコレクション 〜超次元テーマソング集! 2（2011年5月25日）
7. イナズマイレブン テレビアニメ 熱血サントラ!第3巻（2011年6月22日）
8. 劇場版「イナズマイレブンGO vs ダンボール戦機W」オリジナルサウンドトラック（2012年11月28日）
  - 11. 一緒に歩こう（イナダンver.）リトルブルーボックス with TPK
  - 39. 掌のぬくもり（劇場版イナダンver.）T-Pistonz+KMC with リトルブルーボックス

### 参加作品
1. 愛は勝つ - がんばろうニッポン 愛は勝つ シンガーズ（2011年6月22日）EPCE-5796 - 97
2. 一緒に歩こう - リトルブルーボックス with TPK（2013年1月23日）AVCD-55022/B・AVCD-55023

### 楽曲提供
1. 『イナズマオールスターズ×TPK』キャラクターソングアルバム「マジで感謝！」 - イナズマオールスターズ（2012年11月28日）AVCD-55007/55008
  - 1. 蒼き魂 - 作詞・作曲：KMC
  - 2. さよなら過去の俺 - 作詞・作曲：山崎徹
  - 3. 明日のヒーロー - 作詞：KMC／作曲：山崎弘
  - 4. 涙のArt 〜虹色の花〜 - 作詞・作曲：KMC
  - 5. 恋のシュークリーム - 作詞・作曲：山崎弘
  - 6. とどけっ！友情のエール - 作詞・作曲：山崎徹
  - 7. 炎のプライド - 作詞・作曲：山崎徹
  - 8. 好きだからっ！ - 作詞・作曲：山崎徹
  - 9. 手をつなごう - 作詞・作曲：KMC
  - 10. 眩しい未来Yeah!!! - 作詞・作曲：山崎弘
  - 11. マジで感謝！from イナズマオールスターズ - 作詞：山崎徹＆山崎弘＆KMC／作曲：山崎徹＆山崎弘
2. 僕たちの城 - イナズマイレブンGOオールスターズ（2013年2月6日）AVCD-55017/55018
  - 1. 僕たちの城 - 作詞：山崎徹／作曲：TPK
3. 『イナズマオールスターズ×TPK コラボキャラクターソングアルバム「感動共有!」 - イナズマオールスターズ（2013年8月14日）AVCD-55042
  - 1. 恋のストラップ - 作詞・作曲：山崎弘
  - 2. いい風が吹いてキター！ - 作詞・作曲：山崎徹
  - 3. Don’t Stop!!!! - 作詞・作曲：KMC
  - 4. 明日も晴れたら - 作詞・作曲：KMC
  - 5. グレート魂 - 作詞・作曲：山崎徹
  - 6. 友情の化身 - 作詞・作曲：山崎徹
  - 7. ささやかな祈り - 作詞・作曲：山崎弘
  - 8. となりにいるよっ - 作詞・作曲：山崎徹
  - 9. 君が居れば - 作詞・作曲：KMC
  - 10. 三日月スマイル - 作詞・作曲：山崎弘
  - 11. 感動共有！ from イナズマオールスターズ - 作詞・作曲：TPK

## コンサートツアー
1. イナズマイレブン 雷門中文化祭（2010年8月21日 - 2011年1月23日）[7][8]
  - 全10会場18公演
  - 2010年8月21日 - 川崎市教育文化会館（神奈川県）※2公演
  - 2010年8月28日 - 世田谷区民会館（東京都）※2公演
  - 2010年9月11日 - 平塚市民センター（神奈川県）※2公演
  - 2010年9月20日 - 戸田市文化会館（埼玉県）※2公演
  - 2010年10月16日 - 瀬戸市文化センター（愛知県）※2公演
  - 2010年10月23日 - かつしかシンフォニーヒルズ（東京都）※2公演
  - 2010年10月30日 - 多治見市文化会館（岐阜県）※2公演
  - 2010年10月31日 - 豊橋勤労福祉会館（愛知県）※2公演
  - 2011年1月16日 - 武蔵野市民文化会館（東京都）※1公演
  - 2011年1月23日 - 習志野文化ホール（千葉県）※1公演
2. T-Pistonz+KMC Christmas Live〜クリスマスだよ七色卵〜（2011年12月25日、渋谷TAKE OFF 7）[9]
  - 2公演
  - ゲスト 北原沙弥香・菊谷知樹（ギター）・たいせい（キーボード）・高木貴司（カホン）（タイトプロ社長）
3. TPKing Vol.1（2012年4月8日、マウントレーニアホール渋谷）
  - 2公演
  - バンドメンバー 菊谷知樹（ギター）・yui（ギター）・たいせい（キーボード）・高木貴司（ドラムス）
  - ゲスト 北原沙弥香
4. TPKing Vol.2（2012年8月25日、duo MUSIC EXCHANGE）
  - 2公演
  - バンドメンバー 菊谷知樹（ギター）・yui（ギター）・たいせい（キーボード）・高木貴司（ドラムス）
  - ゲスト 北原沙弥香
5. TPKing Vol.2.5
  - 全2会場4公演
  - 2012年11月23日 - HeartLand STUDIO（愛知県）※2公演
  - 2012年11月24日 - 梅田シャングリラ（大阪府）※2公演
6. TPKing Vol.3〜1年ぶりのクリスマス〜（2012年12月24日、横浜BLITZ）
  - 2公演
  - バンドメンバー 菊谷知樹（ギター）・たいせい（キーボード）・高木貴司（ドラムス）・佐藤五魚（ピアノ）
7. T-Pistonz+KMC LIVE『サンキューダンスパーティー〜感謝デイ〜』（2013年3月9日、横浜BLITZ）[10]
  - 1公演
  - バンドメンバー 菊谷知樹（ギター）・たいせい（キーボード）・高木貴司（ドラムス）・佐藤五魚（ピアノ）
  - ゲスト 竹上良成（サックス）
8. T-Pistonz+KMC ワンマンライブ 〜秋祭りだよ、全員集合！！〜（2013年9月22日、竹芝ニューピアホール）[11]
  - 2公演
  - バンドメンバー 菊谷知樹（ギター）・たいせい（キーボード）・高木貴司（ドラムス）・佐藤五魚（ピアノ）・藤田哲也（ベース）
  - ゲスト 小林ゆう（昼公演のみ）

再始動後
- Song Of イナズマイレブン T-Pistonz復活スペシャルミーティング（2023年12月7日、SHIBUYA DESEO）
- 追加公演 Song Of イナズマイレブン T-Pistonz復活スペシャルミーティング（2024年1月27日、SHIBUYA TAKE OFF 7）
- Song Of イナズマイレブン T-Pistonz復活スペシャルミーティング レアキャラVer.（2024年3月16日、SHIBUYA TAKE OFF 7）
- T-Pistonzランド！ 17 Song Party（6月29日、1000 CLUB）
- Project T-Pistonz「17 Song Club」始めました！（2024年9月21日、代官山UNIT）
- 『イナソン・ベスト！2024総決算』〜オープニングテーマ全部歌っちゃおう！クロノストーンまで〜（2024年12月28日、1000 CLUB）
- 17 Song 物語（2025年4月5日、I'M A SHOW）
- 17 Song シーズン2ファイナル 〜新シリーズ発売前 今までの17 Song振り返り、歌い尽くし！（2025年6月14日、1000 CLUB）
- 俺達のヴィクトリーロード（2025年9月20日・豊洲PIT、2025年10月13日・梅田バナナホール）

## 出演

### イベント
2008年
- 「リーヨ〜青春のイナズマイレブン〜」発売記念イベント（8月27日、エプソン 品川アクアスタジアム）[12]

2009年
- 東京国際アニメフェア2009（3月21日、東京ビッグサイト）[13]
- 「マジで感謝!」発売記念イベント（6月13日 - 8月31日）
- 爆熱！イナズマイレブン！！ In LaQua ガーデンステージ（6月14日、東京ドームシティ ラクーア）[14]
- 次世代ワールドホビーフェア（6月20日、幕張メッセ）[15][16]
- 「つながリーヨ」発売記念イベント（11月3日 - 12月5日）
- ヒューマンフェスタ2009 チャリティー・アニソンライブ（11月23日、ミュージックタウン音市場）[17]
- Sunshine City presents『STAR Christmas LIVE』（12月23日、池袋サンシャインシティ）[18]

2010年
- 次世代ワールドホビーフェア（1月23日、幕張メッセ）[19]
- 「勝って泣こうゼッ!」発売記念イベント（3月9日 - 4月10日）
- 「イナズマイレブン」ショートムービー＆ファミリーコンサート（5月5日、品川プリンスホテル）[20]
- イナズマイレブン3 発売記念 ファン感謝祭（6月27日、東京国際フォーラム）
- 「GOODキター!/元気になリーヨ!」発売記念イベント（7月14日 - 7月25日）
- 爆熱！イナズマイレブン！！ In LaQua（7月18日、東京ドームシティ ラクーア）[21]
- お台場合衆国2010 「魁！音楽番付ライブ」（7月26日、お台場フジテレビ本社屋1F広場）[22]
- テレビ愛知 キッズフェスティバルinテレビ塔（8月13日）[23]
- イナズマイレブン ミュージック フェスティバル（8月19日、横浜BLITZ）[24]
- T-Pistonz+KMCアムラックスLIVE（8月22日、アムラックス）[25]
- FM-FUJI SPECIAL PROGRAM 『FUN FAN TOWN』（9月4日、ロックタウン山梨中央）[26]
- CANAL POP CULTURE FESTIVAL（9月23日、キャナルシティ博多）[27]
- 『トンコツTV』公開収録（10月3日、天神中央公園）[28]
- あいちこどもフェスティバル（11月21日、鶴舞公園）[29]
- イナズマイレブン ファン感謝祭2（12月12日、幕張メッセ）
- イナズマ WINTER in MEGA WEB（12月26日、MEGAWEB）[30]
- ファーストアルバム「がんばリーヨ!」発売記念イベント（12月28日 - 2011年1月23日）

2011年
- イナズマ冬祭り in アムラックス（1月3日、アムラックス）[30]
- 次世代ワールドホビーフェア イナズマイレブン 爆熱引っ越しステージ！！（1月22日、幕張メッセ）[31]
- 「僕らのゴォール!」発売記念イベント（2月26日、2月27日）
- 東日本大震災救援「がんばろうニッポン 愛は勝つ」〜From Yokohama with love〜（4月9日、山下公園）[32]
- イナズマイレブンGO×ダンボール戦機 爆熱ステージ!!（5月5日、ラゾーナ川崎プラザ）[33]
- 「天までとどけっ!/みんなあつまリーヨ!」 発売記念イベント（7月9日 - 7月18日）
- 「成せば成るのさ 七色卵」発売記念イベント（10月29日 - 11月6日）
- 北原沙弥香CD発売記念イベント ゲスト出演（11月12日、11月13日）[34]

2012年
- 北原沙弥香CD発売記念イベント ゲスト出演（2月11日、2月12日）[35]
- 天馬や剣城もやってくる！！ 爆熱イナズマイレブンGO！ in サンシャインシティ（2月18日、池袋サンシャインシティ）[36]
- 沖縄アニメコンテンツソングライブ〜沖縄から届け、エコの魂〜（2月19日、沖縄ナムラホール）[37]
- 「おはよう!シャイニング・デイ/打ち砕ーくっ!」「T-Pistonz+KMC ストーリーヨ! 〜はじめてのべすと〜」発売記念イベント（2月24日、タワーレコード新宿店）[38]
- 北原沙弥香CD発売記念イベント ゲスト出演（6月16日、6月17日）[39][40]
- 「情熱で胸アツ!」「感動共有!」発売記念イベント（6月23日 - 7月8日）
- 次世代ワールドホビーフェア（6月30日、7月1日、幕張メッセ）[41]
- 天の川までとどけ！イナズマイレブンGO 七夕フェスティバル（7月7日、ニコファーレ）[42]
- コロツアー2012（7月22日 - 9月2日）
- 「発覚!?ティリティリ7」発売記念イベント（9月29日、タワーレコード新宿店）
- 「初心をKEEP ON!」発売記念イベント（11月3日、11月4日）

2023年
- 東京ゲームショウ2023 レベルファイブブース スペシャルライブ（9月23日、24日、幕張メッセ）[43] - キング・クリームソーダと共演

2025年
- イナソンディスコ 道玄坂の決戦（5月5日、渋谷WOMB）
- T-Pistonz BD+CD「17Song 2ndシーズン『観せます!ヒストリーヨ!』」発売記念 ミニライブ&特典会（8月21日 - 9月4日）

### ラジオ
レギュラー
- FM-FUJI『T-Pistonz+KMCのTPKing!!』（2011年10月7日 - 2012年9月28日）[44]

### ニコニコ生放送
レギュラー
- 『TPKのイナズマ放送部〜ガチで生だゼッ!〜』（2014年2月19日 - ）[45][46]

### 雑誌
- コロコロコミック イナズマイレブンFC「トン・ニーノ＆KMCの青春のお悩み相談室」（2011年 - ）
- コロコロコミック 「T-Pistonz+KMCのTPK!（ともに“ピンチ”をけっとばせ）」（2012年11月号 - 2014年4月号）

## その他
「リーヨ」の意味
博多弁の「頑張りーよ」（標準語で「頑張ろうよ」等）の語尾「りーよ」を用いた造語。
「ひとりじゃないんだ、みんながついてるんだ！」「みんなで一緒に頑張ろう」と言ったようなポジティブな意味を全部持ち合わせた、応援の総決算みたいなパワフルで勇敢な言葉（公式サイトの該当語句説明文より抜粋）。
ラジオやイベント等でのメンバーのトークやブログ、曲タイトル、歌詞、曲中の掛け声等で頻繁に使用される。